# Katharina Manderscheid
Katharina Manderscheid ist eine deutsche Soziologin.

## Leben
Manderscheid legte 1993 am Wildermuth-Gymnasium Tübingen das Abitur ab. Sie erwarb 1999 den akademischen Grad der Magistra Artium in Soziologie, Wissenschaftliche Politik und Neuere und Neueste Geschichte an der Albert-Ludwigs-Universität Freiburg, 2004 die Promotion (Dr. phil.) am Institut für Soziologie in Freiburg im Breisgau und 2014 die Habilitation (Venia legendi für Soziologie) an der Universität Luzern. Seit 2018 ist sie Professorin für Soziologie, insbesondere Lebensführung und Nachhaltigkeit, an der Universität Hamburg.
Ihre Forschungsschwerpunkte sind Mobilität, soziale Ungleichheit, Gender-Studies, Lebensstile, Raumsoziologie, Stadtsoziologie, Nachhaltigkeitsforschung, Raum in der Diskursanalyse, vergleichende Sozialforschung und Korrespondenzanalysen.

## Schriften (Auswahl)
- Milieu, Urbanität und Raum. Soziale Prägung und Wirkung städtebaulicher Leitbilder und gebauter Räume. Wiesbaden 2004, ISBN 3-531-14390-5.
- mit Tim Schwanen und David Tyfield (Hrsg.): Mobilities and Foucault. London 2015, ISBN 1-138-90484-8.
- Sozialwissenschaftliche Datenanalyse mit R. Eine Einführung. Wiesbaden 2017, ISBN 978-3-658-15901-6.
- mit Marcel Endres und Christophe Mincke (Hrsg.): The mobilities paradigm. Discourses and ideologies. London 2018, ISBN 978-1-4724-2934-6.
- Soziologie der Mobilität. Bielefeld 2022, ISBN 978-3-8252-5581-7